# Iraquara
Iraquara é um município brasileiro do estado da Bahia.
O município está localizado na Chapada Diamantina e possui uma grande quantidade de grutas, cachoeiras e cavernas, sendo grande parte delas abertas ao público.
Em 10 de fevereiro de 2007, Iraquara recebeu pela primeira vez na região o então presidente da república Luiz Inácio Lula da Silva, para a inauguração da usina de biodiesel da Brasil Ecodiesel.
A riqueza do folclore, representado pelos Ternos de Reis e Reisados, completa o seu patrimônio cultural, ao lado das festas populares que acontecem o ano inteiro, como o São João antecipado; as festas da padroeira Nossa Senhora do Livramento; de Santo Antônio; de São José; de São Judas Tadeu; de São Pedro; Senhora Santana; Senhor do Bonfim e o Carnamel (Carnaval do Riacho do Mel).
O município de Iraquara está localizado sobre uma verdadeira galeria subterrânea com aspecto de "queijo suíço" encoberto por água, o que o torna o município com o segundo maior lençol freático do Brasil e o mais rico em recursos hídricos da Chapada Diamantina e Microrregião de Irecê, socorrendo por diversas vezes os municípios da região em época de estiagem. Além dos diversos poços abertos na zona rural e urbana, o município conta ainda com rios e quedas d'água, ideal para a prática de esportes aquáticos e de aventura. Quem visita Iraquara, também pode desfrutar de belezas naturais da Fazenda Pratinha, um verdadeiro paraíso aquático com piscinas naturais. Eleita a terceira água mais cristalina do mundo, o lugar não por acaso recebeu o título de "Oásis do Sertão".

## Toponímia
Iraquara é vocábulo indígena que significa buraco do mel. Do tupi yra: mel, abelha; e quara ou coara: buraco, cova, cavidade, oco, esconderijo.

## Clima
| Gráfico climático para Iraquara                | Gráfico climático para Iraquara | Gráfico climático para Iraquara | Gráfico climático para Iraquara | Gráfico climático para Iraquara | Gráfico climático para Iraquara | Gráfico climático para Iraquara | Gráfico climático para Iraquara | Gráfico climático para Iraquara | Gráfico climático para Iraquara | Gráfico climático para Iraquara | Gráfico climático para Iraquara |
| ---------------------------------------------- | ------------------------------- | ------------------------------- | ------------------------------- | ------------------------------- | ------------------------------- | ------------------------------- | ------------------------------- | ------------------------------- | ------------------------------- | ------------------------------- | ------------------------------- |
| J                                              | F                               | M                               | A                               | M                               | J                               | J                               | A                               | S                               | O                               | N                               | D                               |
| 115 30 19                                      | 111 30 19                       | 140 30 19                       | 109 29 19                       | 53 28 18                        | 22 27 17                        | 40 27 16                        | 26 27 16                        | 25 29 17                        | 61 30 18                        | 152 30 18                       | 160 30 19                       |
| Temperaturas em °C • Precipitações em mmFonte: |                                 |                                 |                                 |                                 |                                 |                                 |                                 |                                 |                                 |                                 |                                 |

## Geografia
O município encontra-se no centro da Bahia, na Chapada Diamantina, sendo ponto de turístico por possuir grutas como Pratinha, Lapa Doce, Torrinha, Gruta Azul, Gruta da Fumaça, dentre outras.
Sua população, conforme estimativas do IBGE de 2020, era de 25 478 habitantes.

### Distritos
- Iraporanga

### Rodovias
- BR-122 (estadual coincidente)
- BA-480
- BA-848[12]

### Bairros
- Centro
- Morumbi
- Nova Iraquara
- Vila Nova
- Codornas
- Joaquim Caio
- Largo da Vitória
- Ceasa
- Alto do Ouro
- Sossego
- Princesa Isabel

## Organização Político-Administrativa
O Município de Iraquara possui uma estrutura político-administrativa composta pelo Poder Executivo, chefiado por um Prefeito eleito por sufrágio universal, o qual é auxiliado diretamente por secretários municipais nomeados por ele, e pelo Poder Legislativo, institucionalizado pela Câmara Municipal de Iraquara, órgão colegiado de representação dos munícipes que é composto por 9 vereadores também eleitos por sufrágio universal.

### Atuais autoridades municipais de Iraquara
- Prefeito: Walterson Ribeiro Coutinho "Nino" - PSD (2021/-)[14]
- Vice-prefeito: Oziel Ferreira Lelis - PC do B (2021/-)[14]
- Presidente da Câmara: Suede de Jesus Nunes Filho "Suede do Sindicato" - PC do B (2021/-)[14]

## Gastronomia
Um dos pratos mais tradicionais da cidade é a galinha ao molho pardo, feita com o sangue da própria ave, além da carne do sol, dentre outros. Os acompanhamentos ficam por conta do arroz com pequi, ensopado de carne-seca com banana verde, também chamado de godó de banana e abóbora.